# IV distrito de París
El IV distrito de París (4.° distrito de París), también conocido como distrito del Ayuntamiento, es uno de los veinte distritos de la capital francesa. Situado en la margen derecha del Sena, limita al oeste con el I distrito; al norte con el III distrito, al este con el XI y XII distritos, y, al sur, con el Sena y el V distrito.
En el IV distrito está el Ayuntamiento de París, de estilo renacentista y también la renacentista plaza de los Vosgos, el muy moderno Centro Pompidou y la animada zona sur del distrito medieval de Le Marais, actualmente conocido por ser el barrio gay de París (mientras que la parte norte, más tranquila, forma parte del III distrito). La parte oriental de la isla de la Cité (incluida Notre-Dame de París), así como la Île Saint-Louis, también están comprendidas en el IV distrito.

## Historia
La isla de la Cité ha estado habitada desde el siglo I a. C., cuando fue ocupada por la tribu gala de los Parisii. Los primeros asentamientos en la margen derecha tuvieron lugar en la alta Edad Media (exactamente en el siglo V). Desde el final del siglo XIX, el Marais ha estado poblado por una importante población judía; la calle de Rosiers está en el centro de su comunidad, en la que abundan los restaurantes kosher. Desde los años 90, la cultura gay ha tenido gran repercusión en el distrito, con la apertura de bastantes bares y cafés de ambiente en la zona del Ayuntamiento.

## Administración

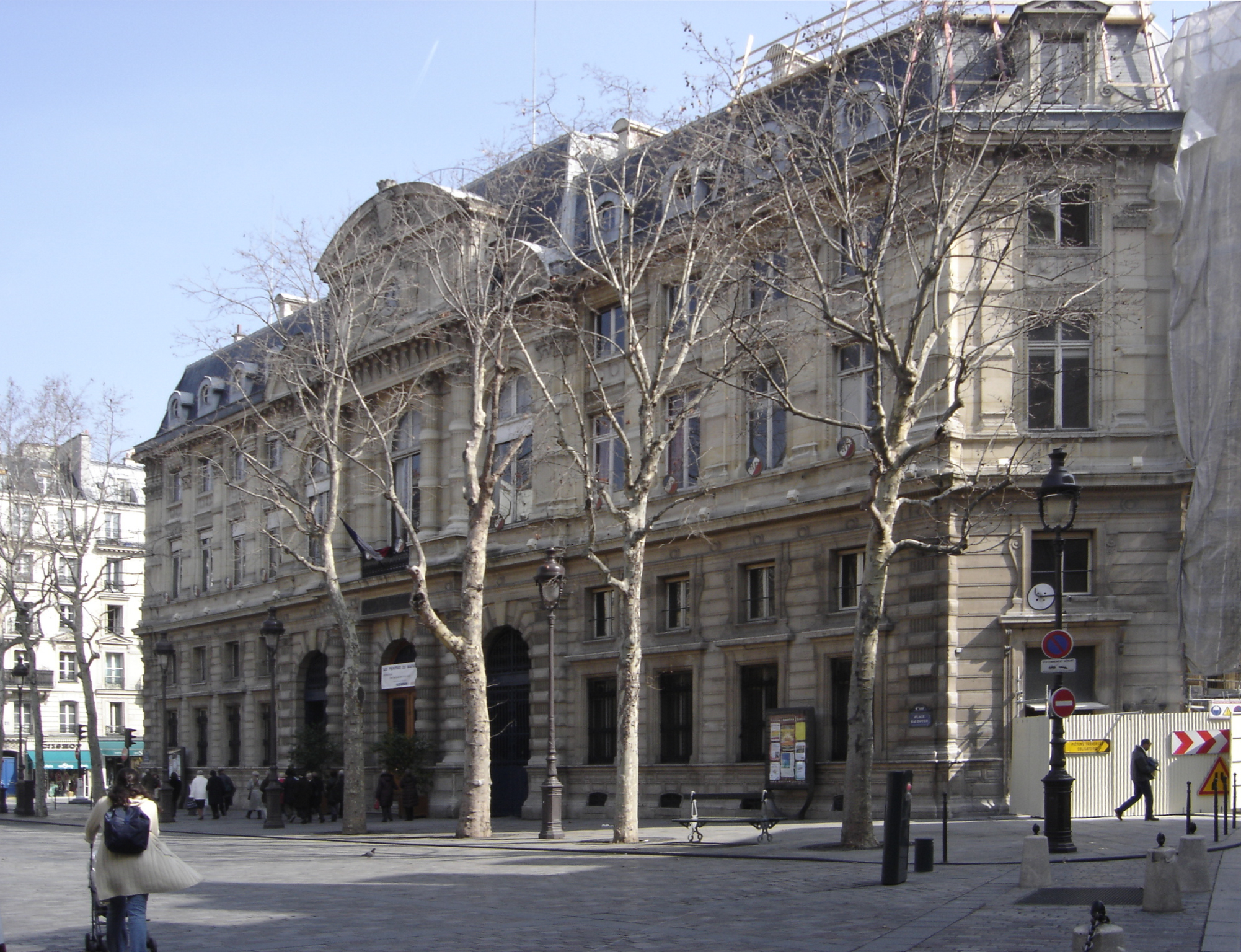
Alcaldía del IV Distrito.

El distrito está dividido en cuatro barrios:
- Barrio Saint-Merri
- Barrio Saint-Gervais
- Barrio de l'Arsenal
- Barrio Notre-Dame

Su alcalde es Ariel Weil  (PS). Fue elegido en 2020 por seis años.

## Demografía
El pico de población del IV distrito se produjo realmente antes de 1861, si bien el distrito ha existido en su forma actual sólo desde la reorganización de París en 1860. En 2005, la población era de 28 600 habitantes sobre una superficie de 1,601 km² lo que supone una densidad de 17 864 hab./km²
| Año (censo nacional)      | Población | Densidad (hab. por km²) |
| ------------------------- | --------- | ----------------------- |
| 1861 (pico de población)¹ | 108 520   | 67 783                  |
| 1872                      | 95 003    | 59 377                  |
| 1954                      | 70 944    | 41 638                  |
| 1962                      | 61 670    | 38 520                  |
| 1968                      | 54 029    | 33 747                  |
| 1975                      | 40 466    | 25 275                  |
| 1982                      | 33 990    | 21 230                  |
| 1990                      | 32 226    | 20 129                  |
| 1999                      | 30 675    | 19 160                  |
| 2005                      | 28 600    | 17 864                  |

¹La población del distrito llegó a su punto máximo antes de 1861,
pero como no se disponen de datos fiables anteriores, el pico poblacional
se considera respecto a la etapa posterior a la reordenación de París de 1860.

## Lugares de interés

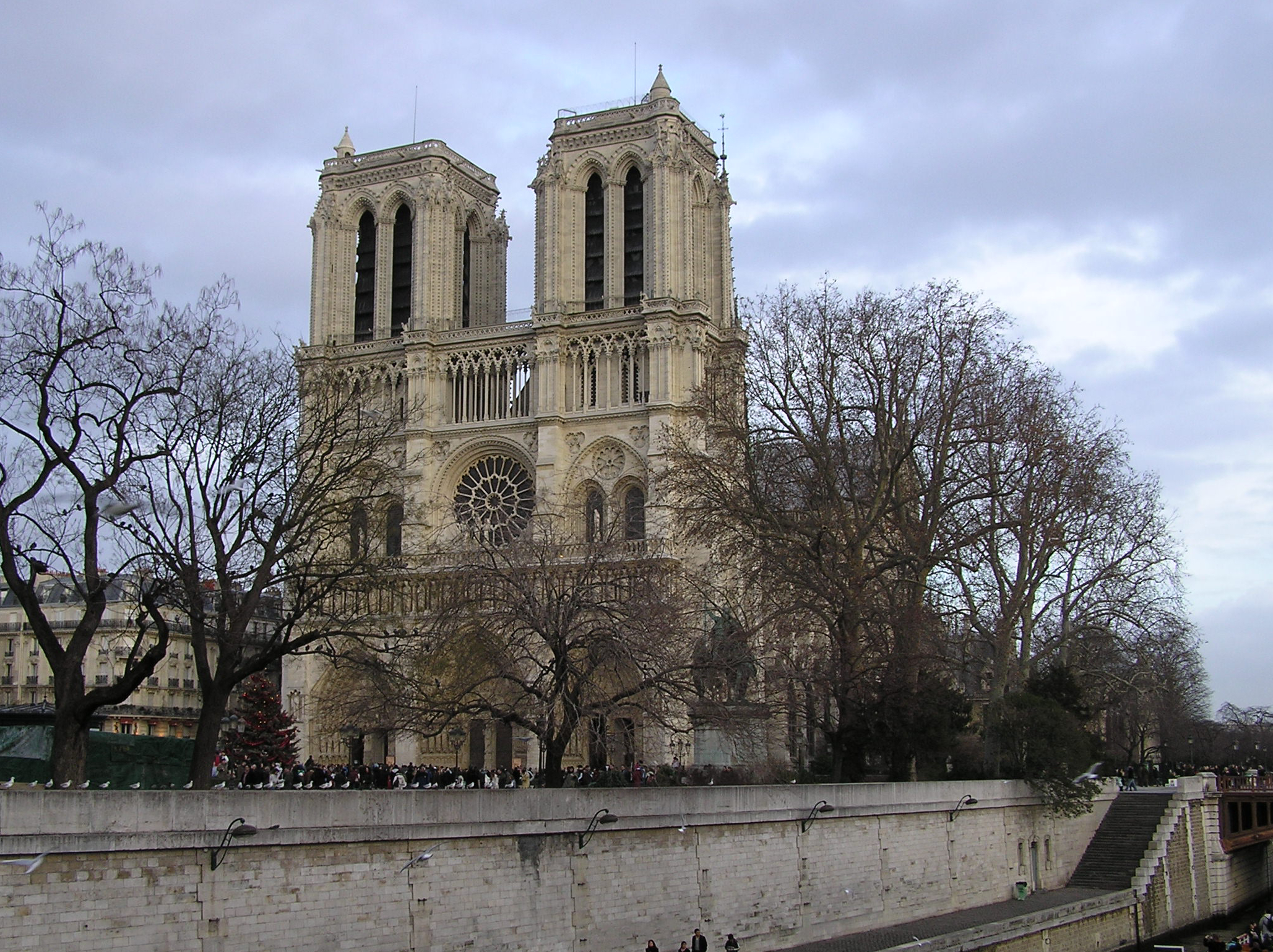
Notre-Dame de París, en el IV Distrito.

- Museos e instituciones culturales:
  - Museo de la Asistancia Pública - Hospitales de París
  - Museo Boleslas Biegas
  - Museo Adam Mickiewicz
  - Salon Frédéric Chopin
  - Museo de la Magia
  - Centre Georges Pompidou (Museo Nacional de Arte Moderno)
  - Biblioteca del Arsenal
  - Mémorial de la Shoah

- Iglesias:
  - Notre-Dame de París

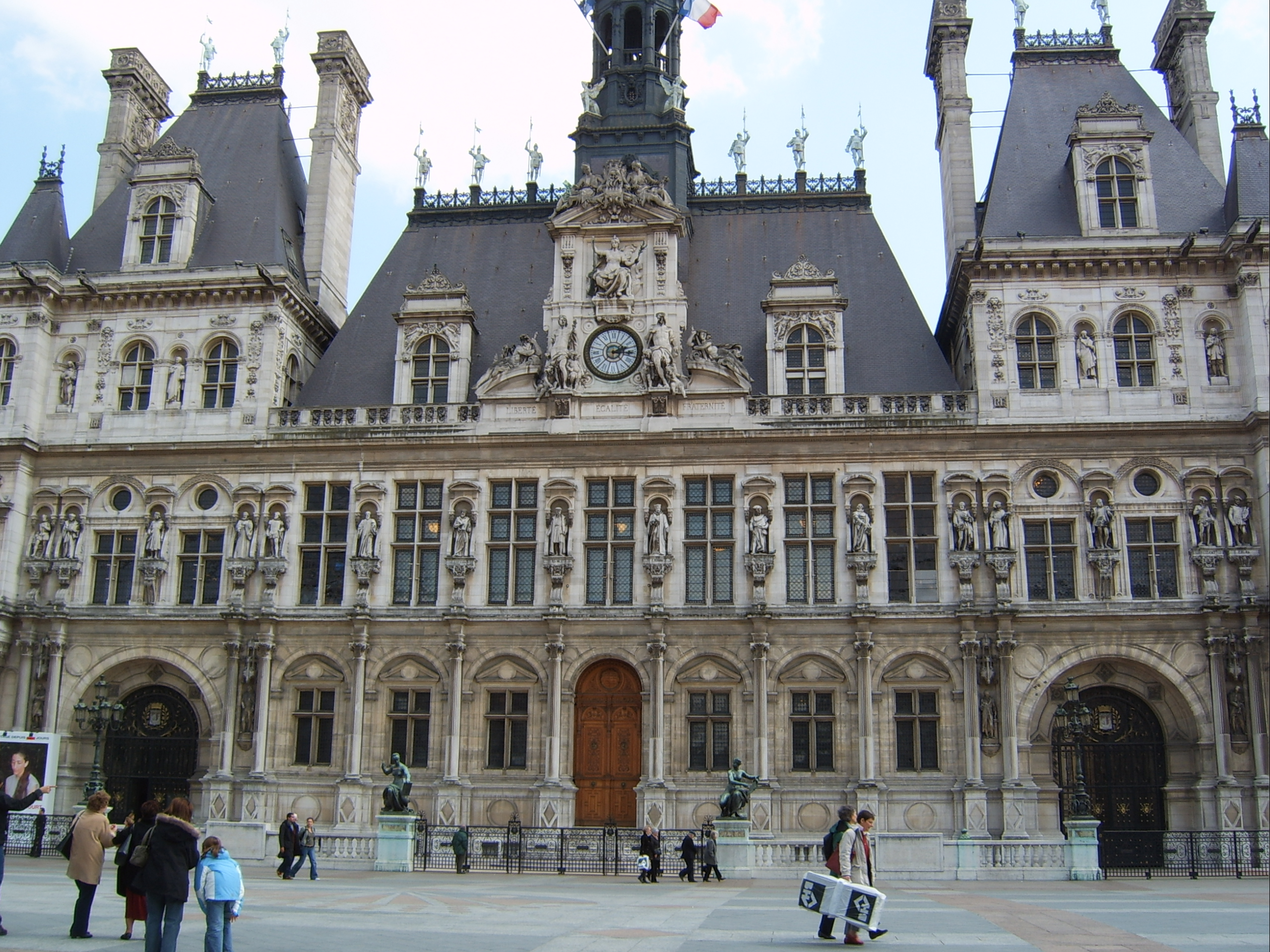
El ayuntamiento de París.

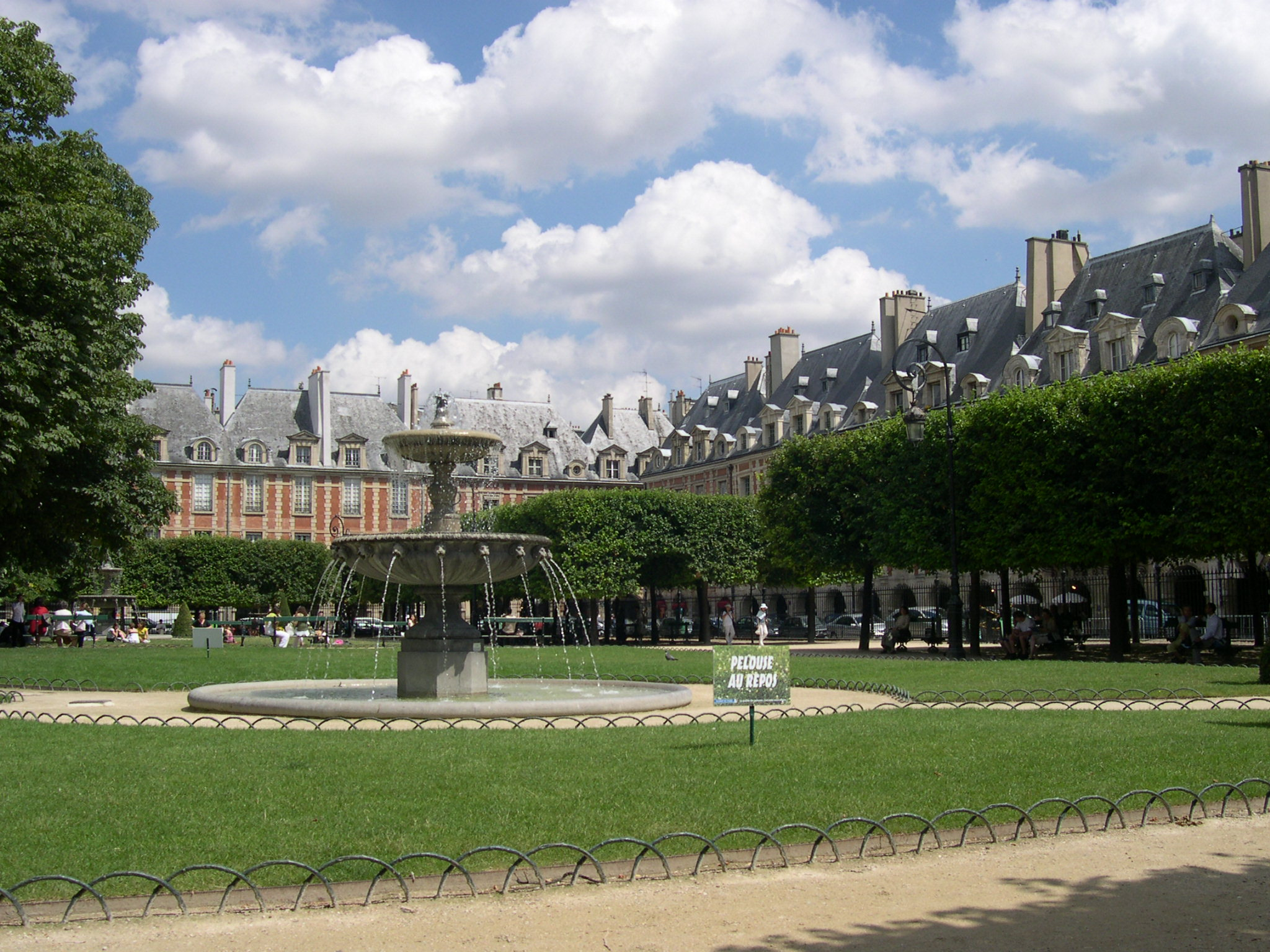
Vista de conjunto de la Plaza de los Vosgos.

  - Iglesia de Saint-Gervais-Saint-Protais
  - Iglesia Saint-Louis-en-l'Île
  - Iglesia de San Pablo-San Luis
  - Iglesia de Saint-Merri (París)
  - Claustro e iglesia des Billettes
  - Tour Saint-Jacques

- Monumentos y edificios civiles:
  - Hôtel de Ville
  - Columna de Julio
  - Hôtel-Dieu
  - Palacio de Sully
  - Hôtel des archevêques de Sens
  - Hôtel de Aumont
  - Préfecture de Police
  - La Torre del Temple, antigua fortaleza y prisión (hoy demolida)

- Centros comerciales:
  - Bazar de l'Hôtel de Ville

- Puentes: 
  - Pont Louis-Philippe
  - Puente de Sully
  - Puente de la Tournelle
  - Pont au Change
  - Pont au Double
  - Puente Saint-Michel
  - Puente Saint-Louis
  - Puente Marie
  - Puente del Arzobispado
  - Puente de Arcole

## Principales plazas y calles
- Plaza de la Bastilla (compartida con el XI y XII distritos), incluida la Columna de Julio (Colonne de Juillet)
- Plaza del Ayuntamiento, antigua plaza de Grève
- Calle de Rivoli (compartida con el I distrito)
- Place des Vosges (compartida con el III distrito)
- Calle de Rosiers

## Transporte

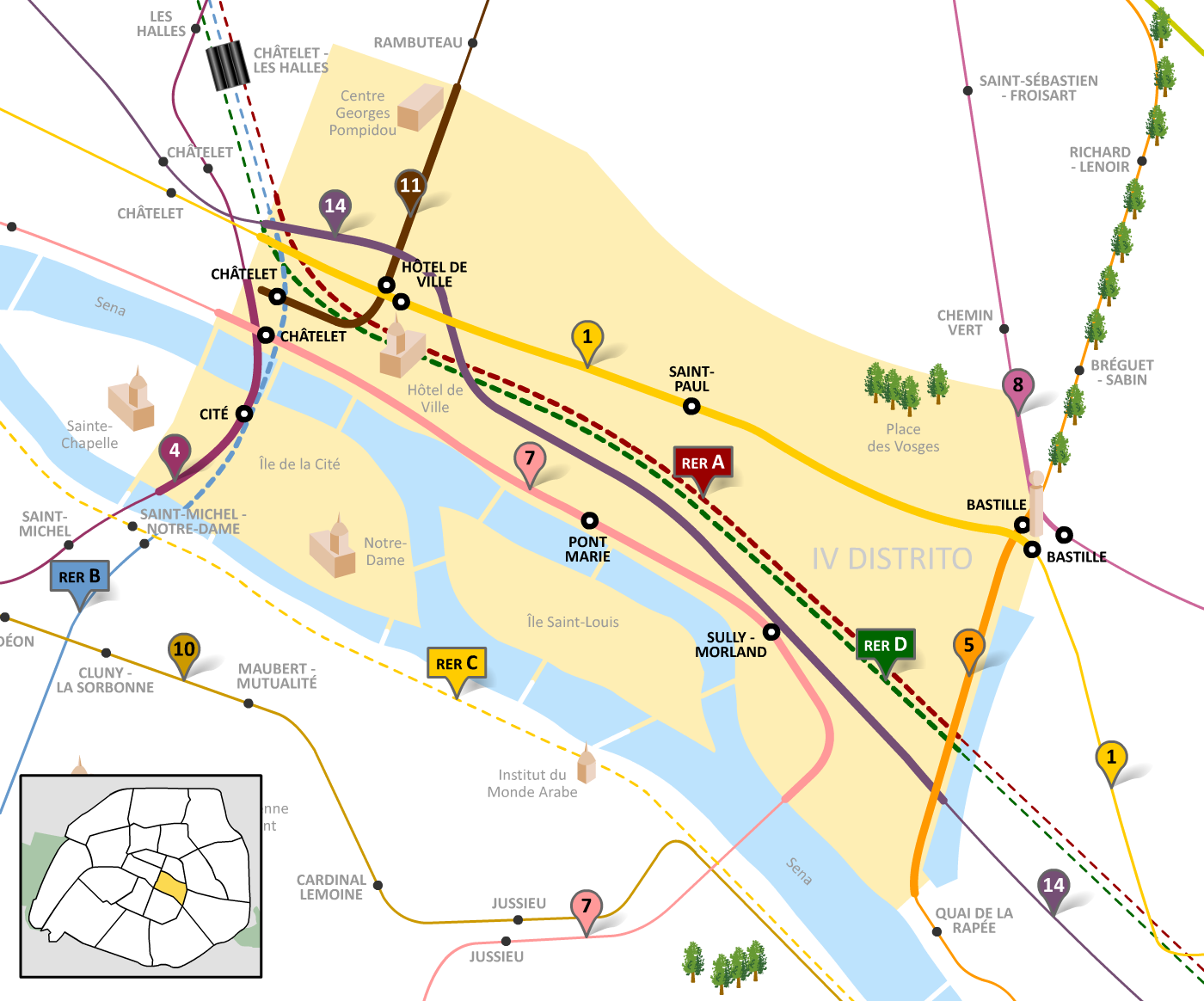
Estaciones de metro en el IV Distrito.

Siete líneas de metro pasan por el IV Distrito. Sin embargo, la línea 14 no tiene estaciones en este distrito, en tanto que de las cinco líneas que sirven a la estación de Châtelet, tres tienen sus andenes fuera de los límites del IV Distrito (las líneas 1, 4 y 14). También tres líneas del RER (A, B y D) pasan por el distrito aunque no tienen estaciones en esta zona.
- (estaciones Hôtel de Ville, Saint-Paul y Bastille)
- (Cité)
- (Bastille)
- (Châtelet, Pont Marie y Sully - Morland)
- (Bastille)
- (Hôtel de Ville y Châtelet)
- (sin estaciones en el distrito)